# Ulica Dominikańska w Poznaniu
Ulica Dominikańska (do 1918 i w latach 1939-1945 „Dominikanerstrasse”) – ulica w Poznaniu na Starym Mieście, na osiedlu Stare Miasto, na północ od Starego Rynku. Zaczyna się od skrzyżowania z ulicą Żydowską, a kończy przy skrzyżowaniu z ulicą Garbary. Nazwa ulicy pochodzi od stojącego przy niej kościoła dominikanów.

## Historia
W miejscu obecnego przebiegu ulicy w średniowieczu znajdowała się osada Św.Gotarda.Jej przebieg wytyczono w 1804, po ostatecznym splantowaniu Złotej Góry, wznoszącej się w tym rejonie. Przy skrzyżowaniu z Szewską w latach 1360-67 zbudowano pierwszą synagogę dla poznańskich żydów. Na jej miejscu po pożarze w latach 1856-57 postawiono kolejną synagogę, która ucierpiała w wyniku wojny i została rozebrana w 1947 roku. Synagoga Stowarzyszenia Przyjaciół Dobroczynności stanęła pod numerem 7 w latach 1883-1884. Została rozebrana również w 1947.

## Zabytki
Przy ulicy znajdują się następujące obiekty wpisane do wojewódzkiego rejestru zabytków:
- dom, nr 2 z pocz. XIX wieku, nr rej.: A-29 z 11.04.1958
- dom, nr 3, z pocz. XIX, nr rej.: A-30 z 11.04.1958
- kamienica, nr 5, z 1805, przeb. 1891, nr rej.: 535/Wlkp/A z 24.08.2007
- Kościół Najświętszego Serca Jezusowego i Matki Boskiej Pocieszenia, róg z Szewską, nr rej.: A-172 z 26.02.1931 - najstarszy kościół lewobrzeżnego Poznania[4][10]

### budynki pod opieką konserwatora zabytków
- dom, nr 4, lat. 30 XIX wieku[11]
- dom, nr 6, 1803-06[11]
- dom, nr 7, 1820 rok[11]